# Christa Winsloe
Christa Winsloe (Darmstadt, 23 de diciembre de 1888-Cluny, 10 de junio de 1944) fue una novelista, dramaturga y escultora germano-húngara. Su obra de teatro Gestern und heute (Ayer y hoy) inspiró la película  Mädchen in Uniform (Muchachas de uniforme) considerada la primera de temática lésbica de la historia.

## Trayectoria

### Primeros años
Christa Kate Winsloe nació en Darmstadt, hija del militar Arthur Winsloe y de su esposa Katharina Elisabeth Scherz. Su madre falleció inesperadamente en 1900. Al morir, Winsloe fue enviada al Kaiserin-Augusta-Stift, un internado muy estricto en Potsdam. En esta institución, las niñas de la aristocracia eran instruidas para aprender disciplina y sumisión. La experiencia inspiraría la obra posterior de Winsloe: "de adulta, Winsloe tuvo que escribir esta pesadilla para desahogarse".
En 1909, estudió escultura en Múnich (concretamente, su interés era esculpir animales), en contra de su familia. En aquella época, la escultura se consideraba una profesión "poco femenina".
En 1913 se casó con el barón Lajos Hatvany-Deutsch (1880-1961), un rico escritor y terrateniente húngaro.
Winsloe mantuvo una relación con la periodista Dorothy Thompson, probablemente antes de la Segunda Guerra Mundial, cuando Thompson informaba desde Berlín.

### Carrera
En 1930, Winsloe escribió la obra de teatro Knight Nerestan, que se representó en Leipzig y luego en Berlín con el título Gestern und heute (Ayer y hoy) El éxito de la obra dio lugar a una versión cinematográfica en 1931, titulada Mädchen in Uniform (Muchachas de uniforme), en la que Winsloe fue una de los guionistas. La obra termina de forma diferente a la película. En la obra, la joven estudiante, Manuela, es destruida por el rechazo de su maestra, Fräulein Elizabeth von Bernburg, que no se atrevió a ponerse del lado de Manuela contra la directora ni a oponerse a los brutales métodos educativos. Manuela se suicida. La película es más ambigua, ya que von Bernburg intenta defender a la alumna y a ella misma. La versión cinematográfica también tuvo un éxito considerable, tanto económico como de crítica. Esto se debió a su forma ambiciosamente estética y al hecho de que solo mujeres actuaban en la película. El aspecto lésbico de la historia se minimizó y se representó como un enamoramiento adolescente, a pesar de que Winsloe fue coautora del guion y Leontine Sagan, que en la obra teatral había destacado el aspecto lésbico, fue la directora.
En respuesta a la minimización de los temas lésbicos en la obra y la película, Winsloe completó y publicó su novela Das Mädchen Manuela (La niña Manuela) en 1933. Se trataba de una versión novelada más atrevida del guion que hacía hincapié en el argumento lésbico.
Winsloe no publicó más después de Das Mädchen Manuela porque no quería escribir bajo las normas y condiciones del Departamento de Literatura alemán. Muy pronto, todos los libros y artículos de Winsloe figuraron en el índice nazi de "literatura no deseada". La autora fue considerada como "políticamente poco fiable". Sin embargo, durante la Segunda Guerra Mundial, escribió guiones para Georg Wilheim Pabst.

### Vida personal y muerte
A principios de la Segunda Guerra Mundial, Winsloe huyó de los nazis con su compañera, Dorothy Thompson (Thompson había alertado contra Hitler desde el principio, y fue una de las primeras mujeres que entrevistó a este). Pasaron un tiempo en Italia y luego Winsloe siguió a Thompson a los Estados Unidos, pero a Winsloe no le gustó el país. Sus guiones fueron rechazados por los productores de Hollywood y ella no quería escribir en inglés, así que dejó a Thompson y volvió a Europa en 1935. Pasó los siguientes años viajando entre Italia, Francia, Hungría, Austria y Alemania.
En octubre de 1939, Winsloe se trasladó al sur y se instaló en Cagnes, donde conoció a la escritora suiza Simone Gentet. Permanecieron juntas durante los años siguientes y Gentet tradujo algunas de las obras de Winsloe al francés. Las dos mujeres también ofrecieron apoyo y refugio temporal a las personas que huían de los nazis.
Tras una orden de evacuación inmediata el 10 de junio de 1944, Winsloe y Gentet fueron acusadas falsamente de ser espías nazis por cuatro franceses. Estos dispararon y mataron a las dos mujeres en un bosque cercano a la ciudad de Cluny.